# Гагедаш
Гагедаш (Bostrychia hagedash) — вид пеліканоподібних птахів родини ібісових (Threskiornithidae).

## Поширення
Вид досить поширений в Субсахарській Африці. Мешкає на відкритих луках, саванах і водно-болотних угіддях, а також у міських парках та великих садах.

## Опис
Хадада — великий (близько 76 см завдовжки) вид ібісів із сірим та коричневим оперенням. На щічках має тонку горизонтальну білу смужку. Оперення на крилах має фіолетові райдужні відблиски. Птах має чорнуваті лапи і великий сіро-чорний дзьоб з червоною смужкою на верхній щелепі. Крила потужні та широкі, забезпечують швидкий зліт та хорошу маневреність у щільному покриві дерев.

## Спосіб життя
Харчується дощовими черв'яками, використовуючи довгий дзьоб для зондування м'яких ґрунтів. Він також харчується великими комахами, павуками, равликами та дрібними ящірками.
Гагедаші моногамні, парні зв'язки зберігаються протягом року. Розведення починається після початку сезону дощів. Гніздо — це платформа з гілочок, що розміщена на великій гілці великого дерева. Вони не гніздяться групами. Обидва батьки беруть участь в інкубації. Кладка складається з трьох-чотирьох яєць. Інкубація займає близько 26 днів. Батьки годують молодняк, відригуючи їжу. Багато молодих птахів гине, падаючи з гнізда. Пташенята стають самостійними за 33 дні.

## Підвиди
- B. h. nilotica (Neumann, 1909) — від Судану та Ефіопії до північно-східної Демократичної Республіки Конго, до Уганди та північно-західної Танзанії;
- B. h. brevirostris (Reichenow, 1907) — від Сенегалу до Кенії та, на південь, до Замбії та північного Мозамбіку;
- B. h. hagedash (Latham, 1790) — ПАР.

## Галерея

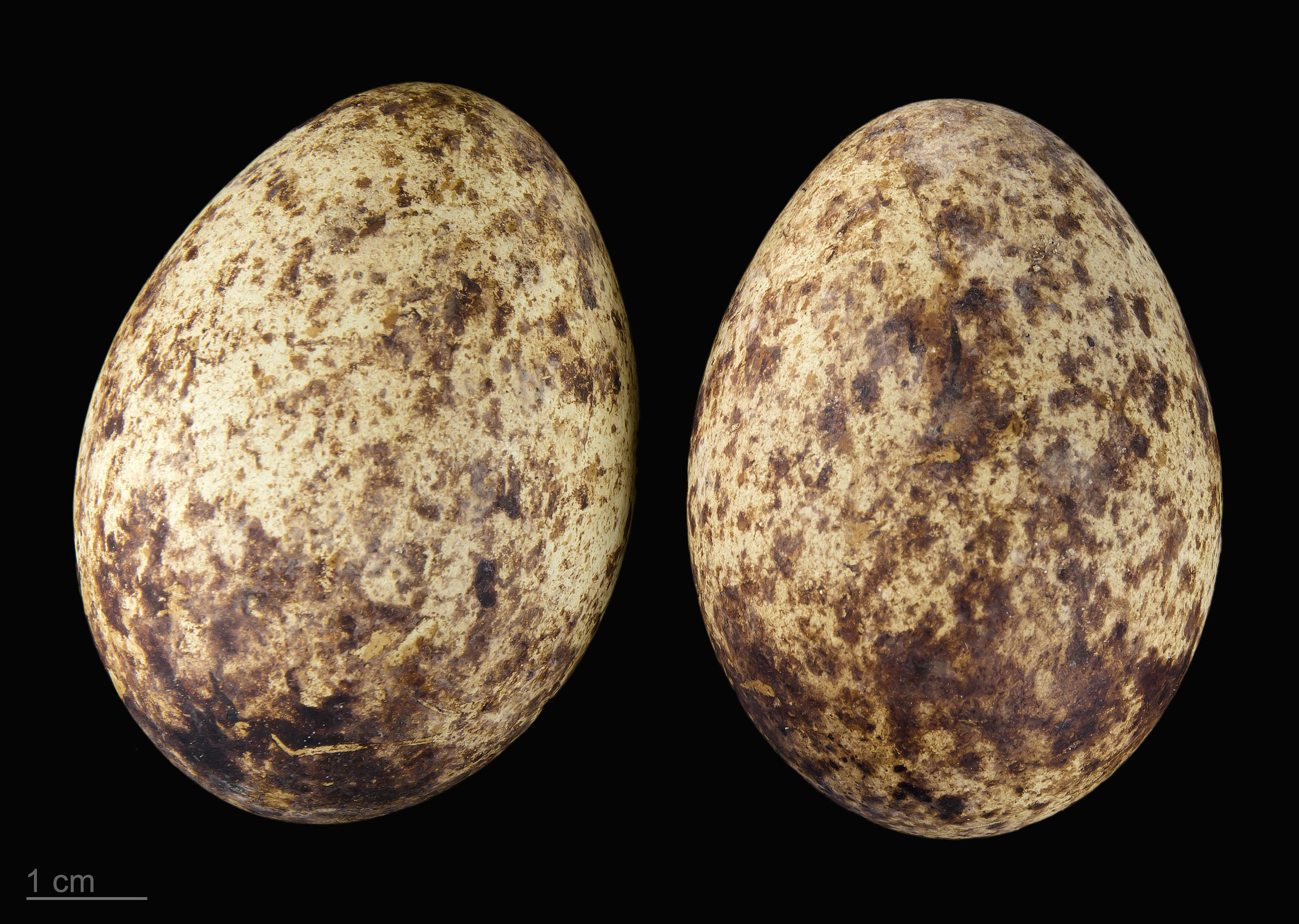
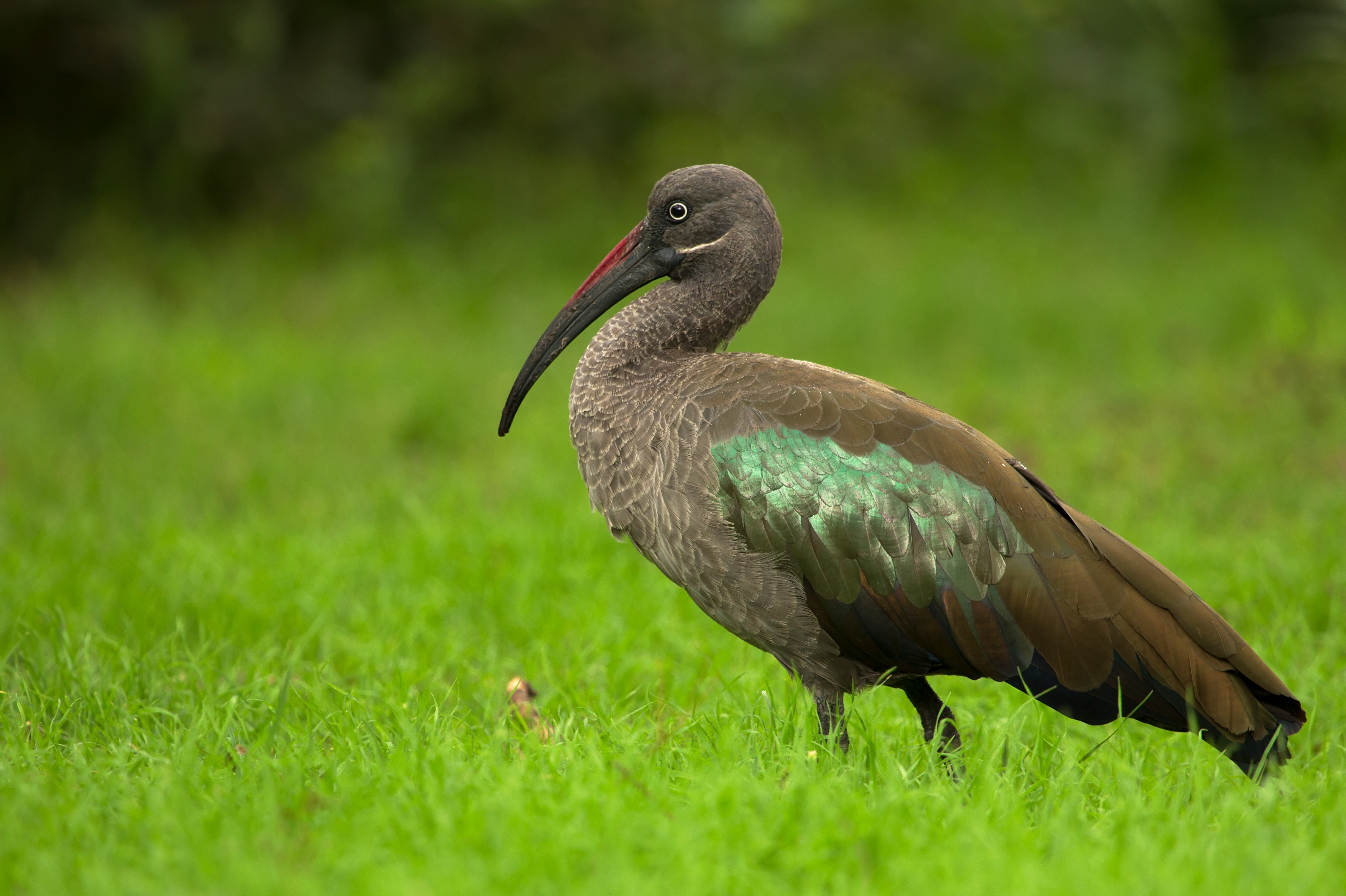
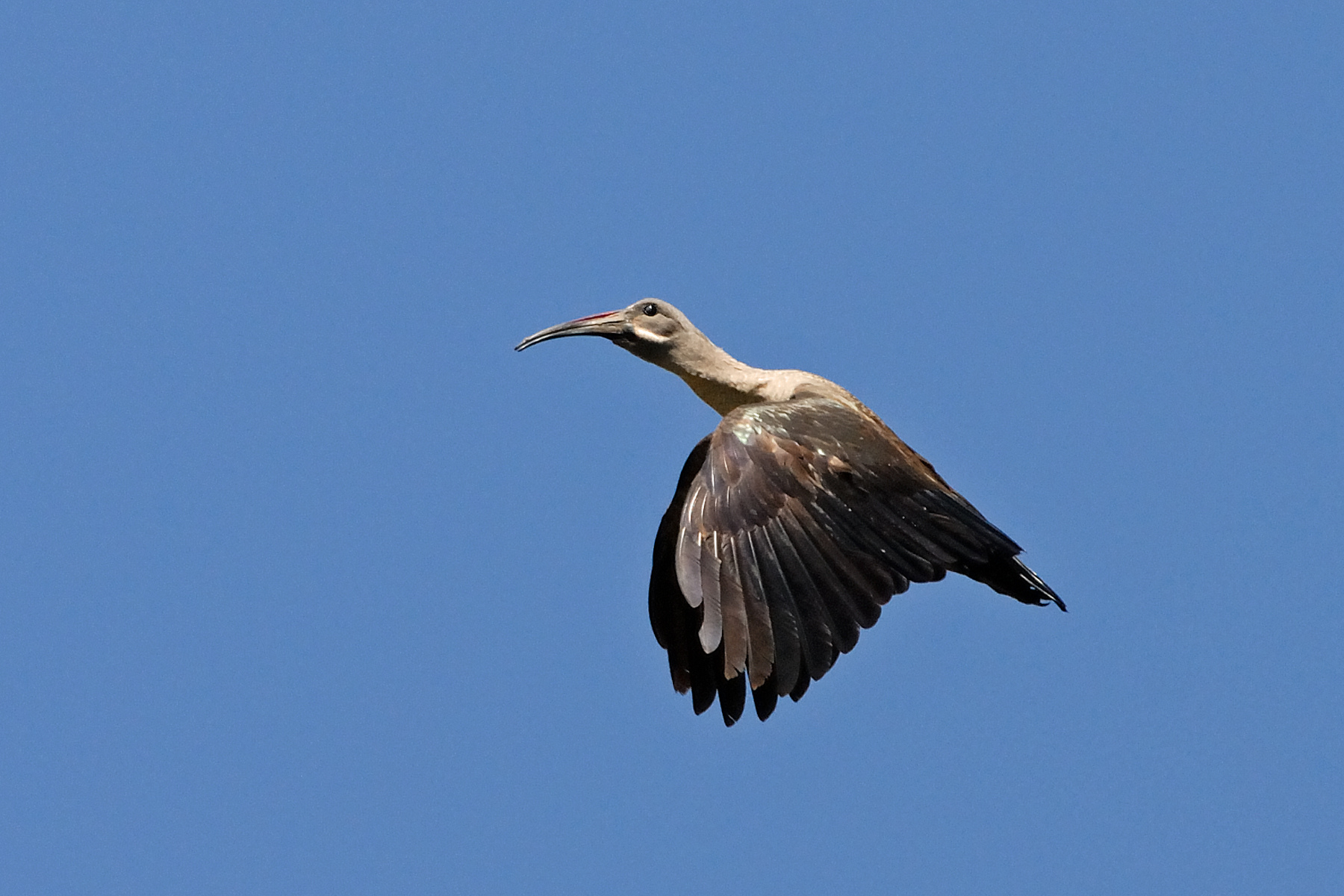
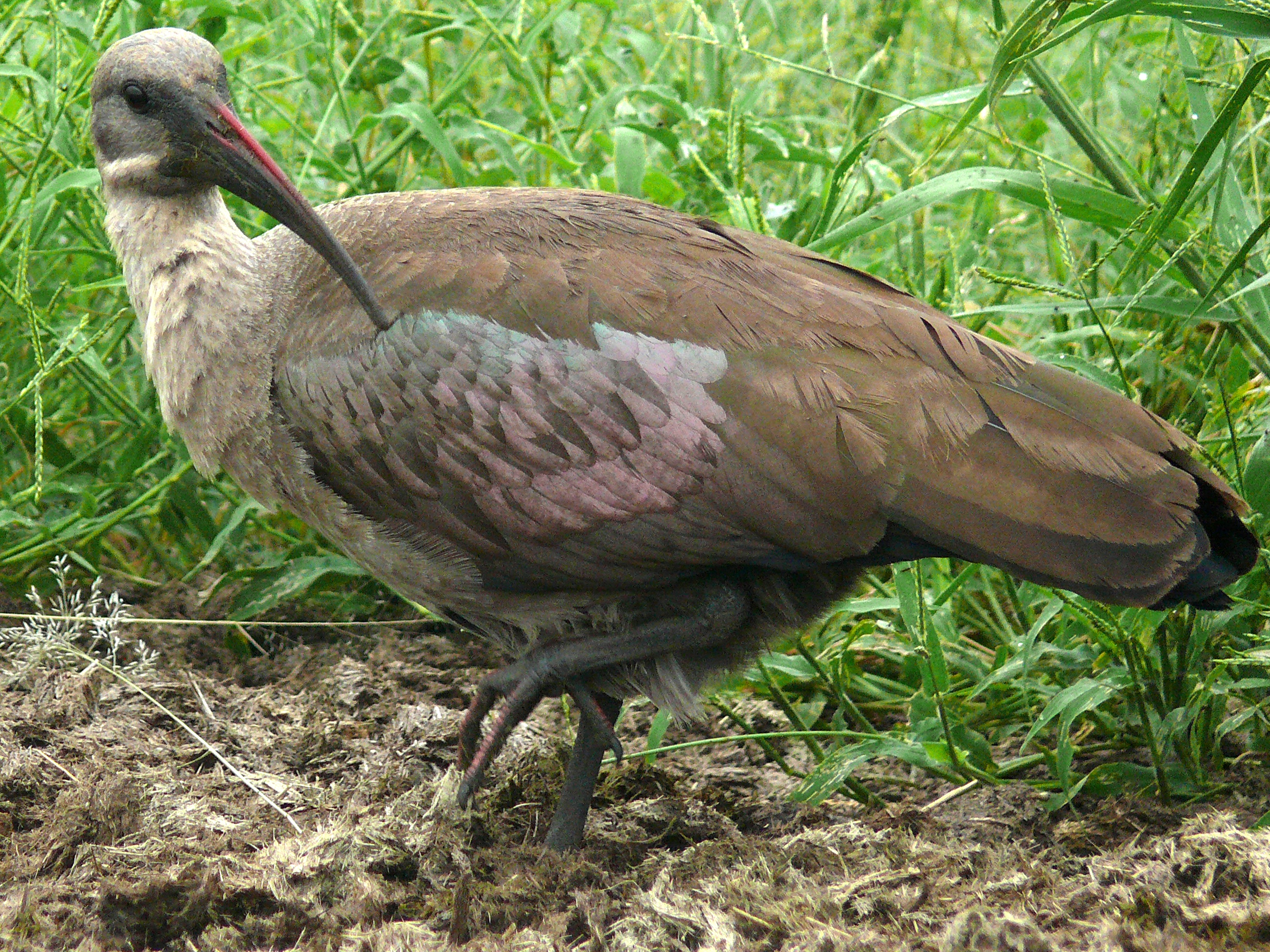
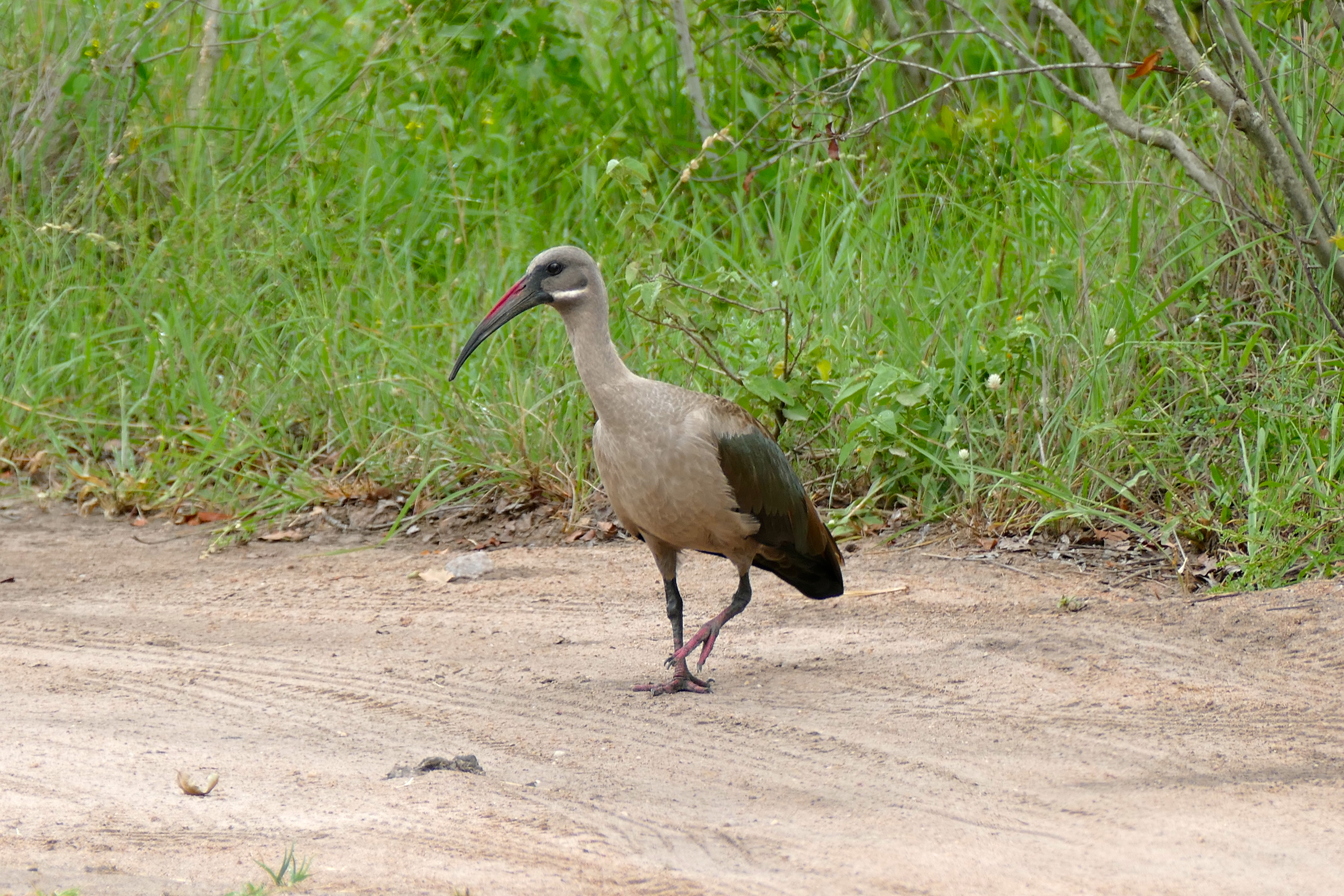